# Un any difícil
Un any difícil (francès: Une année difficile) és una pel·lícula de comèdia francesa del 2023 escrita i dirigida per Éric Toledano i Olivier Nakache. S'ha doblat i subtitulat al català.
La pel·lícula se centra en l'Albert (Pio Marmaï) i en Bruno (Jonathan Cohen), dos amics amb hàbits de compra compulsius que es veuen atrets a l'activisme ecologista per la promesa de menjar i cervesa gratuïts més que per qualsevol convicció política.
El repartiment també inclou Mathieu Amalric, Luàna Bajrami, James Gaspar De Almeida, Jean-Louis Garçon, Grégoire Leprince-Ringuet, Noémie Merlant, Héléna Mogelan, Marie Papillon, Sophie Parel, Julie Tessier i Gaïa Warnant.
La va produir Quad i Ten Cinéma, en coproducció amb Gaumont i TF1 Films Production. La pel·lícula es va projectar al Marché du Film de 2023, i va comptar amb noves projeccions a Clarmont d'Alvèrnia i La Valeta abans de la seva estrena comercial. Es va incorporar a la secció de Presentacions especials al Festival Internacional de Cinema de Toronto de 2023. La pel·lícula es va estrenar als cinemes de França el 18 d'octubre de 2023 a càrrec de Gaumont.